# 獅子窟寺
獅子窟寺（ししくつじ）は、大阪府交野市にある高野山真言宗の寺院。山号は普見山。本尊は薬師如来。生駒山塊の普見山中に位置する。山内には寺号の由来となった獅子が吼える形の岩もある。

## 歴史
黄檗僧・月潭による『獅子窟寺記』（元禄5年（1692年））によれば、当寺はそもそもは文武天皇の頃に役行者によって開かれ、後に聖武天皇の勅命で行基によって金剛般若窟の寺号で堂が建立されたとされる。天長年間（824年 - 833年）には空海が当地で仏眼仏母の修法を行ったという。僧・真海による『獅子窟寺縁起』（永正4年（1507年））も役行者による草創を伝える。当地は平安時代には葛城修験の山岳霊場となっていた。『新後撰和歌集』には、静仁法親王（後土御門天皇第6皇子）が当地の「獅子のいはや（岩屋）に籠り侍りける」時に詠んだ歌が残されている。
鎌倉時代に一時衰退し、亀山上皇の帰依により14世紀には復興するが、元和元年（1615年）に焼き討ちに遭い全山十二院を焼失した。これは大坂夏の陣の際に当寺が豊臣方への加勢を拒否したためであるという。現存する薬師如来像は塔頭吉祥院の法師の尽力によって難を逃れ、一時大和国に避難していた。その後寛永年間（1624年 - 1643年）に和泉国槇尾山寺（施福寺）の光影により再興され、現在に至っている。
交野八景「獅子窟の青嵐」に選ばれている。

## 境内
- 本堂（瑠璃殿）
- 地蔵堂
- 鐘楼跡
- 経蔵
- 庫裏
- 薬師堂 - 国宝・薬師如来像の保存庫となっている。
- 大師の水
- 王の墓 - 2基ある。伝・亀山上皇と伝・皇后洞院佶子の墓とされている。
- 仁王門跡 - 基壇が残る。

### 巨石等
- 観音岩

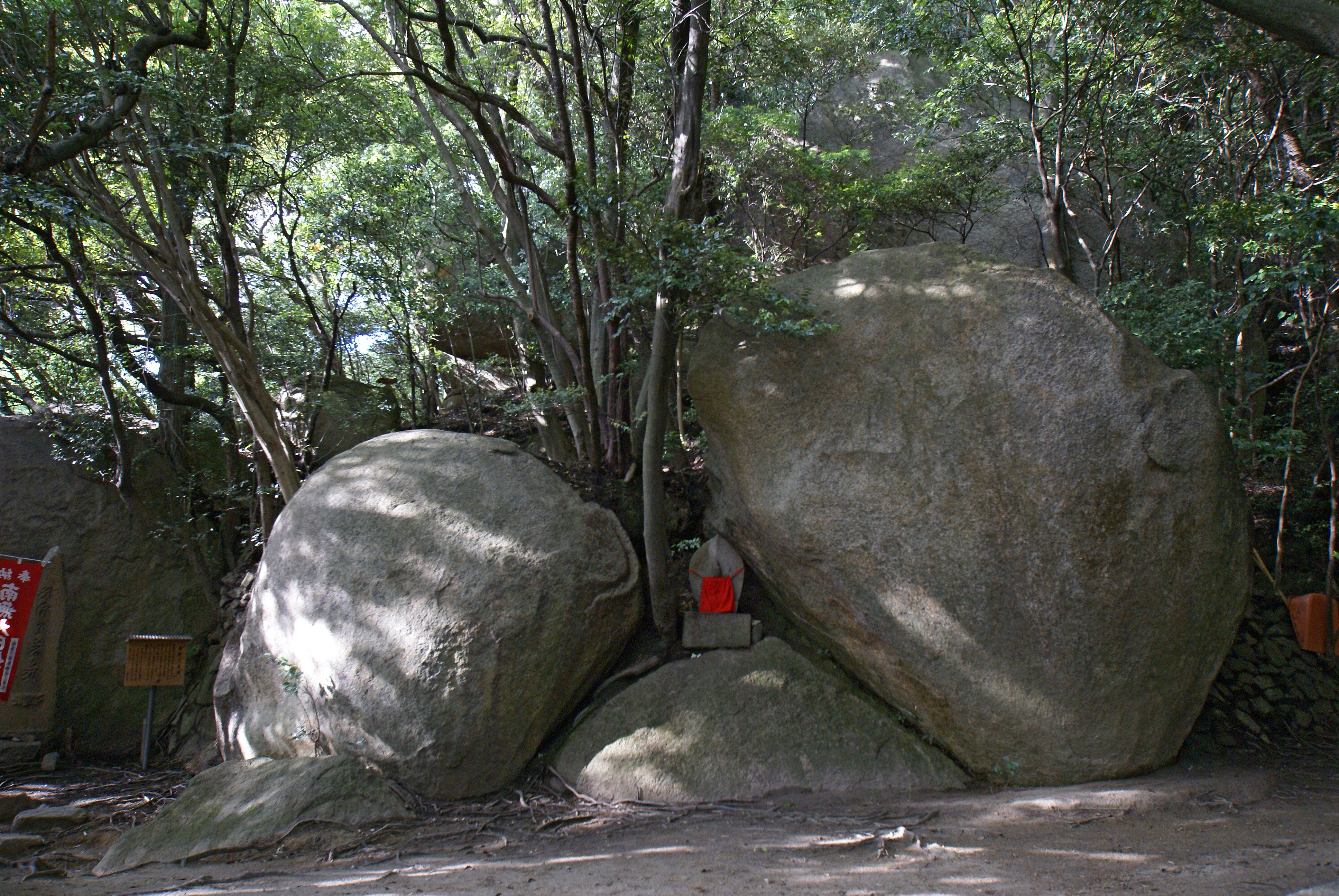
観音岩

- 獅子の岩（女岩） - ここで空海が修行をしたという。
- 男岩
- 天福岩
- 鏡岩
- みろく岩
- 袈裟かけ岩
- 八丈岩
- 龍岩窟
- 牛臥岩
- 虎噛石

## 文化財

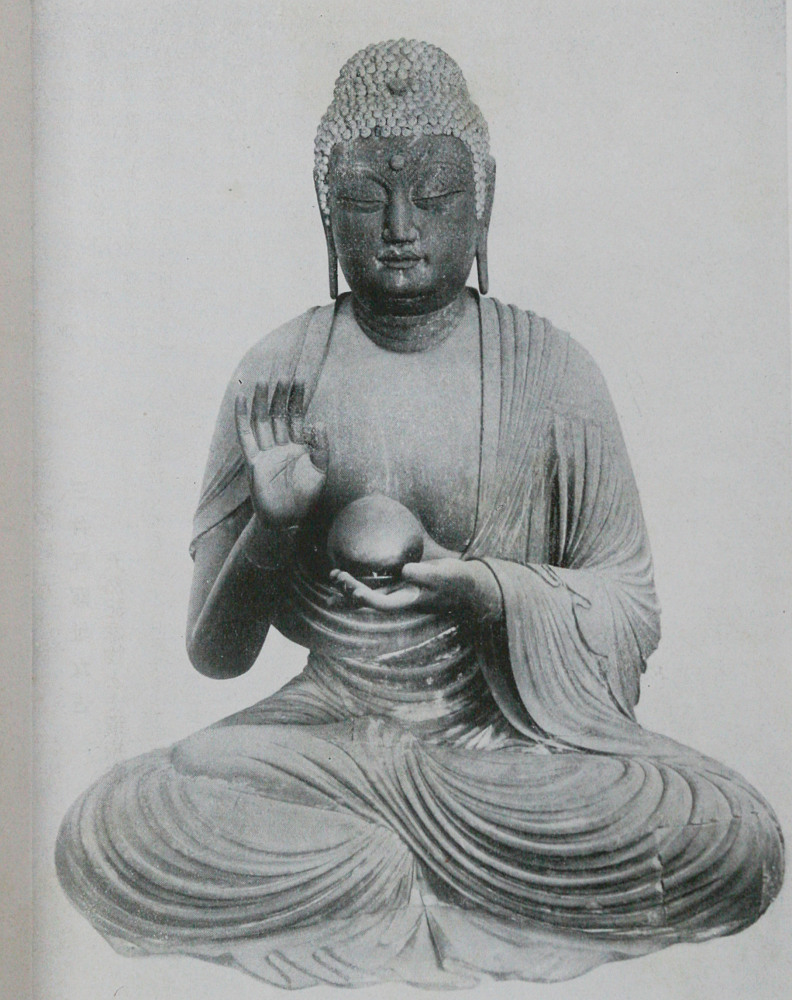
薬師如来像

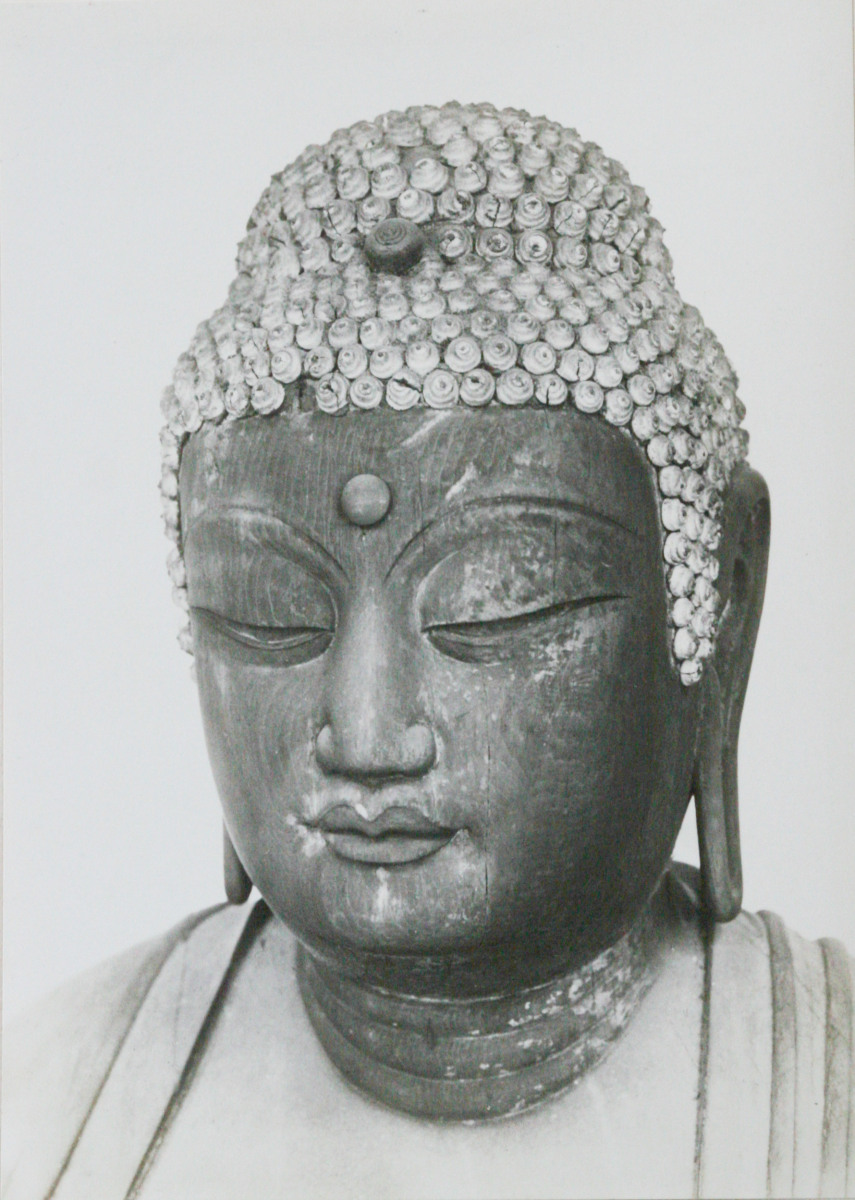
薬師如来頭部

### 国宝
- 木造薬師如来坐像 - 1968年（昭和43年）国宝指定。像高は92.3センチメートル。9世紀（平安時代初期）の作。カヤ材の一木造で両脚の前部、右腕の肘から先、左手首から先などに別材を矧ぐ。ただし、右腕と左手の別材部分は後補である。像底と後頭部、背部から内刳りを行う。左脚を上にして坐し、左足先を衣で包み込む形式で、唐代彫刻や唐招提寺の盧舎那仏坐像に代表される天平彫刻の古い形式を踏襲したものとみられる。面相表現には観心寺の如意輪観音像など承和後半期（840年代）の仏像との共通点が指摘される。印相は右手を胸前に上げた施無畏印とし、左手は膝上に置くのではなく胸前まで上げて宝珠を捧げる形とする点が珍しい。前述のとおり、本像の右腕の肘から先、左手首から先と持物の宝珠は後補で、当初からこの印相であったかどうかはわからない。特に後補の右腕の角度が不自然であることから、製作当初は説法印を結んだ阿弥陀如来像であった可能性が考えられている[6]。

## 所在地
- 大阪府交野市私市2387

## アクセス
- 京阪交野線 私市駅より徒歩約60分。